# Mijaíl Bariban
Mijaíl Bariban (Unión Soviética, 25 de febrero de 1949-8 de agosto de 2016) fue un atleta soviético especializado en la prueba de triple salto, en la que consiguió ser subcampeón europeo en pista cubierta en 1974.

## Carrera deportiva
En el Campeonato Europeo de Atletismo en Pista Cubierta de 1974 ganó la medalla de plata en el triple salto, con un salto de 16.88 metros, tras el polaco Michał Joachimowski  (oro con 17.03 metros) y por delante del francés Bernard Lamitié  (bronce con 16.56 metros).